# Antonello Padovano
Antonello Padovano (Sabaudia, 6 febbraio 1955) è uno sceneggiatore, regista e produttore cinematografico italiano.

## Biografia
Inizia ad appassionarsi di cinema sul set de E la nave va di Federico Fellini; compra quindi una cinepresa Beaulieu 16mm e parte per New York.
Qui realizza un documentario, Terra desolata (1982), ispirato dal lavoro di T. S. Eliot.
Al suo rientro in Italia, continua a studiare (storia dell'arte alla Università La Sapienza) quando incontra a Roma l'attrice francese Annie Girardot e realizza un documentario sul suo lavoro con un gruppo di giovani attori.
Riesce poi a farsi commissionare il suo primo lavoro dalla Rai: Sweet Harmonica Dreams realizzato a Jersey durante il primo campionato mondiale di armonica a bocca con la partecipazione tra gli altri di Larry Adler, Peter Madcat Ruth, Don Baker e Roland Van Straaten. La sua collaborazione prosegue con una serie di brevi storie sul costume della società italiana al femminile che vengono programmati in prima serata di Rai 2.
Inizia poi nel la sua collaborazione a Mixer di Giovanni Minoli con il reportage Voglia di vivere con la partecipazione di Luciano Pavarotti. A partire da quel momento tra il 1989 e il 2001 collabora con molti programmi Rai realizzando oltre 60 documentari girati in 42 diversi paesi al mondo.
Tra questi realizza in Yemen La collana di perle per Quark di Piero Angela, in Turchia Shoeshine per Rai 3, in Nuova Zelanda Everest con Sir Edmund Hillary, in Inghilterra Edward VIII con David Metcalfe figlioccio del Re e Titanic con gli ultimi sopravvissuti, in Sudafrica Il trapianto con Christian Barnard, in Svezia Olof Palme con M. Palme e in Armenia, durante il conflitto del Nagorno Karabah, Il prigioniero in cantina con Caroline Cox e The Lira Is Moving in co-produzione con NHK Television.
Partecipa inoltre nel 1996 al programma L'errore di Piero Marrazzo dirigendo due reportage e poi nel 1997 al programma Film vero di Sherin Salvetti, realizzando con Sveva Sagramola una serie di inchieste dal vivo sperimentando una nuova forma di racconto televisivo.
Realizza poi una serie di documentari naturalistici dedicati alla conservazione della specie: alle Azzorre Il ritorno delle Balene, in SudAfrica Wild rescue sui ghepardi con Ann Van Dyk, nei Paesi Bassi Foche in pericolo, in Botswana Gli ultimi rinoceronti, in Florida Il Canto delle Sirene sui lamantini, in Inghilterra Monkey World con Jim Cronin,Parlando con i Leoni con Brian Jones in Africa e a Napoli Salvando le tartarughe marine con Flegra Bentivegna.
Dal 1998 ha iniziato il progetto, ancora in corso, Luoghi misteriosi che lo porta a girare in luoghi come Tikal, Machu Picchu, Stonehenge, Nazca, Borobodur e molti altri.
Ritorna nel 2002 al documentario sociale con Azerbaijan che dopo l'esperienza in Armenia gli permettono di scoprire l'altro lato del conflitto e di ritrovare Zachir, il prigioniero in cantina di Stepanakerth. I due documentari vengono venduti in più di trenta paesi al mondo dalla Francia alla Cina.
Nel 2004 riesce a realizzare il suo primo film lungometraggio Le quattro porte del deserto, ambientato nei primi anni del novecento e dedicato alla vita del missionario Charles de Foucauld. Il film subisce da parte del governo Berlusconi il taglio ai finanziamenti alla distribuzione, un provvedimento che di fatto posticipa l'uscita nelle sale italiane nel 2006.
Successivamente realizza Joe Petrosino: A Shot in the Dark un documentario che racconta la storia agli albori del Novecento di un poliziotto italo-americano che sfidò la mafia per La storia siamo noi di Rai2.
Nel 2019 realizza il documentario La scalata dell'Everest presentato in diversi festival europei e trasmesso l'otto dicembre 2020 su Rai3.

## Filmografia

### Regista
- Terra desolata – documentario (1982)
- Le quattro porte del deserto (2004)
- Joe Petrosino: A Shot in the Dark – documentario TV (2006)
- La scalata dell'Everest – documentario (2019)

## Riconoscimenti
- Tegernsee International Mountain Film Festival
  - 2019 – Premio del pubblico a La scalata dell'Everest[7]